# Боксолл, Арлин
Арлин Надин Боксолл (после замужества — Джекман) (англ. Arlene Nadine Boxall (Jackman), 9 октября 1961, Муфулира, Южная Родезия) — зимбабвийская хоккеистка (хоккей на траве), вратарь. Олимпийская чемпионка 1980 года.

## Биография
Арлин Боксолл родилась 9 октября 1961 года в городе Муфулира в Южной Родезии (сейчас Зимбабве).
В 1980 году вошла в состав женской сборной Зимбабве по хоккею на траве на летних Олимпийских играх в Москве и завоевала золотую медаль. В матчах не участвовала.
Работала клерком в ВВС Зимбабве.